# Panamakanalzonen
Panamakanalzonen (engelsk: Panama Canal Zone, spansk: Zona del Canal de Panamá) var et 1.432km² stort amerikansk uorganiseret territorium i Panama. Territoriet strakte sig over en cirka otte kilometer bred landstribe på begge sider af Panamakanalen. Territoriet blev en realitet, da USA og Panama i 1903 indgik en aftale, som bestemte, at USA skulle stå for konstruktionen og styringen af Panamakanalen samt den otte kilometer brede kontrolzone.
Som en del af aftalen indgik byerne Panama City og Colón ikke i territoriet, selvom de lå inden for den 8 km lange landstribe.
Aftalen om Panamakanalzonen blev indgået d. 18 november 1903 med indgåelsen af Hay–Bunau-Varilla-traktaten. Den 26. februar 1904 blev land- og vandområderne inden for territoriet officielt overgivet til USA's kontrol.
USA kontrollerede selvstændigt området i perioden mellem 18. november 1903 og 1979, hvor USA drev kanalen og stod for vedligeholdelsen, indtil Panamakanalen i sin helhed blev overdraget til Panama 31. december 1999. Fra 1979 til 1999 var der en amerikansk-panamansk fællesadministration af området.
Overdragelsen af Panamakanalen til Panama blev bestemt i Torrijos-Carter-traktaterne fra 1977, hvor man også fastslog kanalens neutralitet. 
I dag drives kanalen af Panama Canal Authority.